# Jules Pommery
Jules Pommery (né le 22 janvier 2001 à Cosne-sur-Loire) est un athlète français spécialiste du saut en longueur.

## Biographie
Licencié à l'Entente Athle 58 à la section de Guerigny Urzy, il est entrainé par l'Arménien Robert Emmiyan, détenteur du record d'Europe du saut en longueur à l’INSEP.
Champion de France cadet en 2018, et champion de France junior en salle en 2019, il devient le 19 juillet 2019 à Borås en Suède champion d'Europe junior en portant son record personnel à 7,83 m malgré un vent défavorable de 2,7 m/s. 
Le 25 mai 2022, à Athènes, Jules Pommery établit la marque de 8,17 m et améliore de 4 cm le record de France espoir que détenait Yann Domenech depuis 2001.
Le 16 août 2022, en finale des Championnats d'Europe d'athlétisme à Munich, Jules Pommery est classé initialement 4e avec 8,06 m, à égalité avec le Britannique Jacob Fincham-Dukes et le Suédois Thobias Montler mais qui le devancent à la faveur d'un deuxième meilleur saut. Toutefois, après un recours de la Fédération française auprès du jury, le Français décroche finalement la médaille de bronze après déclassement du Britannique en raison d'une planche mordue sur son saut à 8,06 m.

## Palmarès

### International
| Date | Compétition                   | Lieu    | Résultat | Marque |
| ---- | ----------------------------- | ------- | -------- | ------ |
| 2019 | Championnats d'Europe juniors | Borås   | 1er      | 7,83 m |
| 2021 | Championnats d'Europe espoirs | Tallinn | 4e       | 7,71 m |
| 2022 | Championnats d'Europe         | Munich  | 3e       | 8,06 m |

### National
| Date | Compétition                     | Lieu   | Résultat | Marque |
| ---- | ------------------------------- | ------ | -------- | ------ |
| 2020 | Championnats de France en salle | Liévin | 2e       | 7,62 m |
| 2021 | Championnats de France          | Angers | 3e       | 7,79 m |
| 2022 | Championnats de France          | Caen   | 1er      | 7,86 m |
| 2023 | Championnats de France          | Albi   | 1er      | 8,12 m |

## Records
| Épreuve          | Épreuve   | Marque | Lieu    | Date            |
| ---------------- | --------- | ------ | ------- | --------------- |
| Saut en longueur | Plein air | 8,17 m | Athènes | 25 mai 2022     |
| Saut en longueur | Salle     | 7,97 m | Lyon    | 21 janvier 2022 |